# Омеляновський Михайло Еразмович
Миха́йло Ера́змович Омеляно́вський (* 1 лютого 1904, Київ — † 1 грудня 1979, Москва) — український філософ. Доктор філософських наук (1946). Професор. Академік АН УРСР (від 1948 року). Член-кореспондент АН СРСР (від 1968 року). Перший директор новоствореного інституту філософії АН УРСР.

## Біографія
Народився в сім'ї вчителя.
1931 року закінчив Інститут червоної професури філософії і природознавства в Москві.
Від 1931 року працював завідувачем кафедри марксизму-ленінізму Воронезького хіміко-технологічного інституту.
У 1944—1946 роках — старший науковий співробітник Інституту філософії АН СРСР. Там 1946 року захистив докторську дисертацію з філософських питань вимірювання.
У 1946—1952 роках — директор Інституту філософії АН УРСР, у 1952—1955 роках — завідувач відділу філософії природознавства цього ж Інституту.
1955 року повернувся на роботу в Інститут філософії АН СРСР: до 1965 року — заступник директора, далі — завідувач відділу філософських проблем природознавства.
Був членом КПРС (від 1938 року).
Нагороджено орденом Леніна, іншими орденами, медалями.

## Наукова діяльність
Автор низки праць із філософських проблем природознавства, насамперед із філософських проблем фізики.

### Основні публікації
- О докторской диссертации Маркса // Под знаменем марксизма. — 1935. — № 1.
- Ленин о пространстве и времени и теории относительности Эйнштейна // Известия АН СССР. Серия истории и философии. — 1946. — Т. 3. — № 4.
- В. И. Ленин и физика XX века. — Москва, 1947.
- Против субъективизма в квантовой механике. — К., 1953.
- Против индетерминизма в квантовой механике // Философские вопросы современной физики. — К., 1956.
- Философские вопросы квантовой механики. — Москва, 1956.
- Диалектический материализм и проблема реальности в квантовой физике // Философские вопросы современной физики. — Москва, 1959.
- Философская борьба вокруг проблемы причинности в квантовой физике // Проблема причинности в современной физике. — Москва, 1960.
- Проблема наглядности в физике // Вопросы философии. — 1961. — № 11.
- Философская эволюция копенгагенской школы физиков // Вестник АН СССР. — 1962. — № 9.
- Проблема элементарности частиц в квантовой физике // Философские проблемы физики элементарных частиц. — Москва, 1963.
- Диалектика в современной физике. — Москва, 1973.
- Philosophische Probleme der Quantenmechanik. — Berlin, 1962.